# European Extremely Large Telescope
European Extremely Large Telescope (E-ELT) bliver det indtil nu største teleskop på Jorden, og er under opførrelse på bjerget Cerro Armazones i Atacamaørkenen i Chile i en højde på 3.060 moh. Byggeriet påbegyndtes d. 27. maj 2017. Telskopets hovedspejl kommer til at have en diameter på 39,3 m sammensat af mindre spejle. Sekundærspejlet vil have en diameter på 4,2 m. Hovedspejlet vil komme til at fungere med adaptiv optik styret vha. seks kunstige laserskabte stjerner. Det forventes at være færdigbygget og testet i 2024, og skal herefter indgå som en del af ESAs Paranal-observatorie.
ESA forventer at benytte teleskopet til at lede efter exoplaneter (planeter om andre stjerner end Solen), herunder også at kunne tage billeder af de større exoplaneter, og muligvis også at kunne beskrive disses atmosfære. Desuden forventer man at kunne opdage vand og organiske molekyler i skiven omkring stjernedannelser. Viden om disse ting vil bidrage til at forstå de tidlige stadier i evolutionen.